# Acta Universitatis Carolinae – Theologica
Acta Universitatis Carolinae Theologica, zkráceně AUC Theologica, je recenzovaný odborný teologický časopis vydávaný Katolickou teologickou fakultou Univerzity Karlovy v Nakladatelství Karolinum dvakrát ročně. Časopis je indexován v databázích Web of Knowledge, Scopus, ERIH plus, DOAJ, Central and Eastern European Online Library, Central European Journal of Social Sciences and Humanities (CEJSH) a je uveden na seznamu recenzovaných neimpaktovaných periodik vydávaných v České republice. Texty vydává v anglickém, německém, francouzském a italském jazyce.